# Захисна стрічка

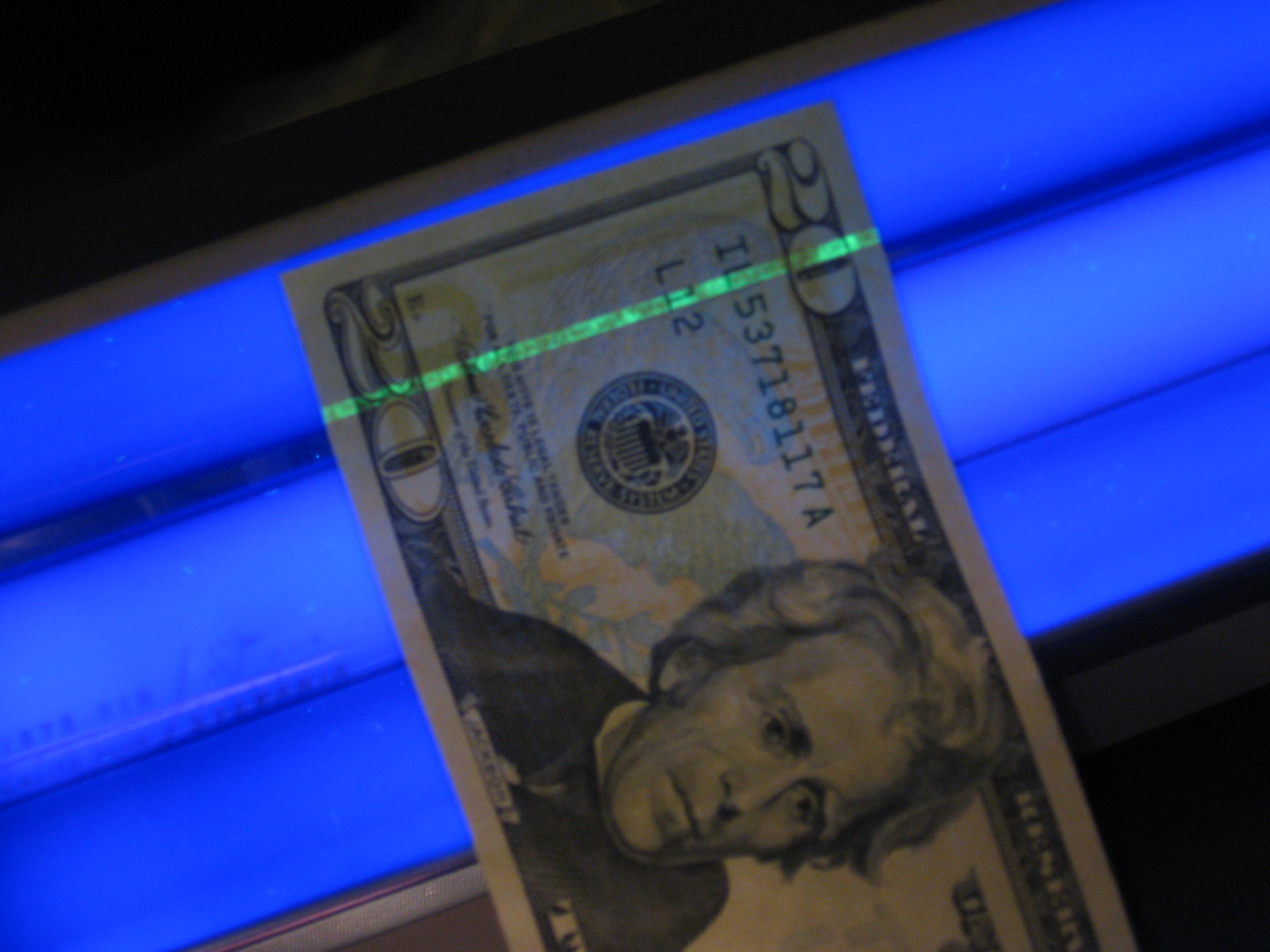
Захисна нитка на двадцятидоларовій банкноті США, що світиться під лампою чорного світла

Захисна стрічка (захисна нитка) — один з елементів захисту паперових купюр від підробки, що являє собою вставлену в купюру тонку смужку (з полімеру, металу тощо) шириною від 1,5 мм і більше з текстом або малюнком. Як і водяний знак, видна при просвічуванні. Існує суцільна (прихована) та «занурююча» захисна стрічка. Перша повністю знаходиться в товщі купюри, друга рівномірно виходить на поверхню паперу у вигляді пунктирів.
Уперше захисну нитку застосували в банкноті номіналом в один фунт стерлінгів 1940 року. У теперішній час є невіддільною ознакою грошових знаків більшості країн світу. Фальшивомонетники навчилися досить якісно імітувати захисні стрічки, приховані в товщі або такі, що виходять назовні. У зв'язку з цим з 2010 року в обіг надходять банкноти з використанням складніших технологій. Так, захисна нитка на ста доларах США являє собою систему мікролінз, а на українських банкнотах містить комплекс голографічних зображень.
Захисні нитки також можуть використовуватися для захисту паспортів від підробок. Вони зазвичай виготовляються з пластику і містять мікродрук. 